# Exterminate!
"Exterminate!" är en låt inspelad av det tyska bandet Snap! tillsammans med Niki Haris. Låten är baserad på spåret Ex-Terminator som är med på deras album The Madman's Return från 1992 och förekommer i senare utgåvor av albumet. När låten släpptes i slutet av 1992 blev den en stor succé i flera länder, framförallt Frankrike, Schweiz, Nederländerna, Norge, Österrike och Storbritannien där den som högst nådde en andraplats på topplistorna under 15 veckor.

## Spår
CD-singel
1. "Exterminate!" (album version) — 5:21
2. "Exterminate!" (endzeit 7" mix) — 4:13

7"-singel
1. "Exterminate!" (album version) — 5:21
2. "Exterminate!" (endzeit 7" mix) — 4:13

12"-singel
1. "Exterminate!" (endzeit 12") — 6:45
2. "Exterminate!" (A.C.II 12") — 7:44

Maxisingel (CD)
1. "Exterminate!" (endzeit 7") — 4:13
2. "Exterminate!" (A.C.II 12") — 7:44
3. "Exterminate!" (album version) — 5:21

## Listplaceringar
| Lista (1993)                                      | Topp- position |
| ------------------------------------------------- | -------------- |
| Amerikanska Billboard-listan, Hot Dance Club Play | 29             |
| Australien (ARIA)                                 | 50             |
| Belgien (VRT Top 30 Flanders)                     | 3              |
| Finland (Suomen virallinen lista)                 | 1              |
| Frankrike (SNEP)                                  | 18             |
| Irland (IRMA)                                     | 2              |
| Italien (FIMI)                                    | 4              |
| Kanada (Canada Dance, RPM)                        | 2              |
| Nederländerna (Dutch Top 40)                      | 4              |
| Norge (VG-lista)                                  | 9              |
| Nya Zeeland (RIANZ)                               | 25             |
| Schweiz (Schweizer Hitparade)                     | 2              |
| Spanien (AFYVE)                                   | 1              |
| Sverige (Sverigetopplistan)                       | 7              |
| Storbritannien (The Official Charts Company)      | 2              |
| Tyskland (Media Control Charts)                   | 3              |
| Österrike (Ö3 Austria Top 40)                     | 9              |

| Topplista vid årsslutet (1993) | Position |
| ------------------------------ | -------- |
| Nederländerna (Dutch Top 40)   | 39       |
| Schweiz (Schweizer Hitparade)  | 16       |

| Land     | Utmärkelser | Datum | Sålda exemplar |
| -------- | ----------- | ----- | -------------- |
| Tyskland | Guld        | 1993  | 250 000        |